# Spilosoma russula
Spilosoma russula là một loài bướm đêm thuộc phân họ Arctiinae, họ Erebidae.